# 바바렐라
바바렐라(Barbarella)는 장-클로드 포레스트의 동명의 프랑스 만화를 원작으로 한 프랑스-이탈리아 합작의 SF 영화이다. 1968년에 개봉하였다. 제인 폰다가 출연하고 당시 제인 폰다의 남편이었던 로제 바딤이 감독했다. 영화는 미국에서 널리 알려지지 않았으나, 1977년 재공개된 이후로 관심을 얻어 이후 컬트 영화가 되었다.

## 출연

### 주연
- 제인 폰다
- 존 필립 로우
- 데이빗 헤밍스

### 조연
- 마르셀 마르소
- 아니타 팔렌버그
- 밀로 오세아
- 우고 토그나지
- 클로드 다우핀

## 기타
- 원작자: 쟝-끌로드 포레스트
- 미술: 마리오 가르버글리아
- 의상: 쟝-끌로드 포레스트